# زنکو-جی
زنکو-جی (به ژاپنی: 善光寺 Zenkō-ji)، یک معبد بودایی (بودیسم) است که در شهر ناگانو (شهر)، ژاپن واقع شده است. این معبد در قرن هفتم ساخته شده است. شهر مدرن ناگانو به عنوان شهری ساخته شده در اطراف معبد آغاز شد.

## تاکدا شینگن
شینگن بین سال‌های ۱۵۵۳ و ۱۵۶۴ پنج بار با اوئه‌سوگی کنشین جنگید. کنشین اغلب از معبد زنکوجی در شهر ناگانو امروزی به عنوان مقر خود استفاده می‌کرد. در حدود سال ۱۵۵۸ (منابع در مورد سال دقیق متفاوت است) شینگن معبد را تصرف کرد و تصمیم گرفت گنجینه‌های معبد را، ظاهراً برای نگهداری، خارج کند. بزرگ‌ترین گنجینه ای که شینگن به دنبال محافظت از آن بود، هیبوتسو (بودای پنهان) معبد بود، مجسمه چوبی بودا که در هند حکاکی شده بود و گمان می‌رود اولین تصویری باشد که در زمان معرفی بودیسم در اوایل قرن ششم به ژاپن آورده شد.
نسخه‌های مختلفی از این داستان وجود دارد، برخی تصمیم تخلیه هیبوتسو را به رهبر معبد نسبت می‌دهند و برخی دیگر به شینگن اعتبار این تصمیم را می‌دهند. هیبوتسو به ولایت کای منتقل شد، جایی که یک زنکو-جی جدید برای نگهداری آن ساخته شد. این معبد بزرگ بودایی سرزمین خالص که اکنون به عنوان کای زنکو-جی شناخته می‌شود تا آن را از معبد اصلی متمایز کند.